# Vessalico
Vessalico – miejscowość i gmina we Włoszech w regionie Liguria w prowincji Imperia.
Według danych na rok 2004 gminę zamieszkiwało 296 osób, gęstość zaludnienia wynosiła 29,6 os./km².